# SMPTE 컬러바

실제의 SMPTE 컬러바의 모습. 이 화면은 방송사가 정파할 때 1KHz 톤음인 '삐~' 소리가 나갈 때 주로 쓴다.

SMPTE 컬러바(SMPTE color bars)는 북아메리카의 주요 국가를 포함하여 NTSC 비디오 표준으로 이용하고 있는 텔레비전 전용 테스트 패턴이다. 이에 따라 SMPTE는 해당 패턴을 EG 1-1990으로 지칭한다. 화면에 대한 구성 요소로는 보편적으로 표준화되어 있으며, 테스트 패턴 생성기에 의해 저절로 생성된다. 일반적으로 수신되는 경우와 알려진 표준을 비교하면, 비디오 엔지니어는 NTSC에 대한 비디오 신호가 녹화 혹은 전송에 의해 어떻게 바뀌었는지 혹은 해당 화면을 본래의 사양으로 되돌리기 위해 화면을 제대로 조정하였느냐 알 수 있다. 그리고 NTSC의 색채와 관련된 정보를 정확하게 재현하기 위해 텔레비전 모니터나 수상기를 설정할 때에도 이용된다.

## 특이 사항
텔레비전 방송사들이 방송을 종료하고 정파될 때에는 보통의 위와 같은 화면을 위주로 송출하게 되며, 해당 화면에 1khz짜리의 '삐' 소리 또는 450hz, 440hz, 400hz짜리의 '뚜' 소리를 넣고 정파하는 것이 일반적이다.
그리고 일본에서는 이 화면에 대한 디지털 대응용 테스트 패턴을 업그레이드시키기 위해 ARIB이라는 컬러바를 보편적으로 사용하고 있다.
이 화면을 화면조정시간으로 사용하는 방송사는 구 iTV 경인방송과 극초기 당시의 OBS경인TV, 일부 지역 민방사(청주방송, 전주방송, 울산방송 등)에서만 사용되었다. 아날로그 시절 때에는 SBS를 제외한 다른 지상파 방송사들이 화면조정시간 때에는 필립스 PM5544를 사용하는 것과 비교하면 매우 드물게 사용되며, 현재는 일부 지역MBC와 B tv 케이블 지역방송 등에서만 평소 정파 시에 이 화면을 이용하여 무음 또는 삐 소리(1khz 등)나 배경 음악과 함께 내보내는 것이 일반적이다.

## 같이 보기
- EBU 컬러바
- 인디언 헤드 테스트 패턴(영어판)
- 필립스 PM5544